# 詹姆斯·杜威·沃森
詹姆斯·杜威·沃森（英語：James Dewey Watson，1928年4月6日—），美國分子生物學家，20世紀分子生物學的牽頭人之一。與同僚佛朗西斯·克里克因為共同發現DNA的雙螺旋結構，而與莫里斯·威爾金斯獲得1962年諾貝爾生理學或醫學獎。

## 个人经历
詹姆斯·沃森生於芝加哥，受其父的影響很大。據他自己在一篇文章中說，得到父親三項真傳：一，相信知識可以使人脫離「迷信」（即宗教）；二，熱愛觀鳥；三，擁護民主黨。十二歲时，參加一個名為「每事問孩子」(Quiz Kids)的電台問答遊戲。15歲即以資優生的身分提早入讀芝加哥大學，主修動物學。因為讀到物理學家薛定谔的科普著作《何謂生命？》(What is Life?)，興趣由候鳥的遷徙轉到遺傳學。
獲得芝大的學位後，先後申請入讀加州理工、哈佛的研究院，均不果，改進印第安納大學，加入了薩爾瓦多·盧里亞（Salvador Luria）等人的「噬菌體集團」，正式涉足遺傳學的研究。受到這個集團的影響，沃森開始相信DNA就是基因的載體。1950年獲博士學位，到哥本哈根作博士後研究，其間在那不勒斯參加一個學術會議，從莫里斯·魏爾金斯（Maurice Wilkins）的演講中得知DNA具規則的結構，堅定了他解決DNA結構的決心。1951年，轉到劍橋的卡文迪许实验室，認識克里克，一同利用X光繞射的數據，建構DNA模型。終於，二人在1953年提出DNA的雙螺旋結構，在同年4月25日將結果發表在《自然》雜誌。
1956年沃森到哈佛大學當助教，1961年獲升為教授。1962年，與克里克、魏爾金斯因為對DNA結構的研究而共同獲得諾貝爾生理醫學獎。1965年出版了劃時代的教科書《基因的分子生物學》（Molecular Biology of the Gene），1968年出版《雙螺旋》，同年開始兼任位於紐約長島的冷泉港實驗室（Cold Spring Harbor Laboratory）的總管，並將研究方向轉移到癌症。1976年辭去哈佛的職位，專注於冷泉港的職務。1988年，獲國立衛生研究院委任為人类基因组计划的助理主管，一年後成為人體基因組研究國家中心的首任主管，擔當此職直至1992年。1994年，成為冷泉港首任總裁。

## 爭議

### 违规使用同行的研究成果
沃森和克里克在未经授权的情况下使用了罗莎琳·富兰克林和雷蒙·葛斯林收集的DNA的X射线衍射数据来构建双螺旋DNA模型。

### 攻击同行
在1960年代，艾德華·威爾森在哈佛大学生物系系务会议上提议聘请一位种群生态学家，沃森声称「任何聘请生态学家的人都一定疯了」。
沃森別開生面的科學自傳 《双螺旋：发现DNA结构的故事》中對他自己以外的科學家多所批評，他對女科學家羅莎琳·富蘭克林的男性沙文主義式評語，尤其惹人反感，因此在該書的  ("Epilogue")中，他特別澄清說「我當初對她羅莎琳·富蘭克林的印象，不論是科學上的還是個人方面的......都往往是錯的」。(... my initial impressions of her, both scientific and personal ... were often wrong ...)

### 基因方面的言论

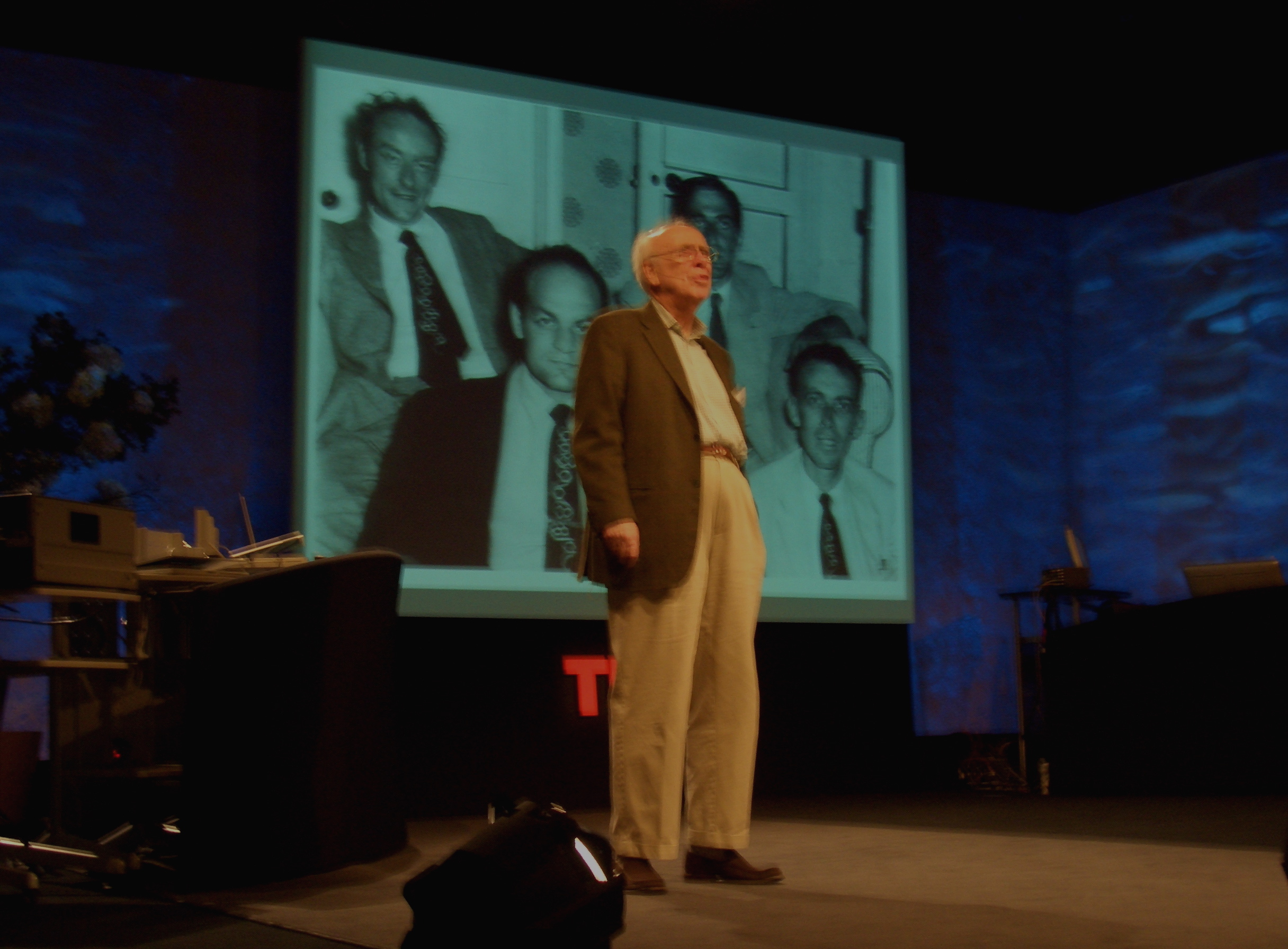
沃森出席演講時的照片

2007年10月14日，《星期日泰晤士報》引述了沃森的言論，說黑人先天智力不如白人，所以令他對非洲的前途未敢樂觀。同年10月18日，倫敦的科學博物館(Science Museum)，因為沃森的言論臨時取消了他的一場演講，表示他的言論已超過可以容忍的限度；同時冷泉港也中止了他的職務。沃森隨即表示毫無保留地為他的言論道歉。
此外他還覺得肥胖者「讓人看了感覺很糟，不想雇用他們」；對於所有「相貌不佳的女性」，還有「愚笨的人」，他認為應該以基因工程來治療。
2007年沃森最终被迫离开纽约长岛的冷泉港实验室。2019年1月，該實驗室剝奪他在冷泉港的名譽校長、名譽教授和名譽受託人在內的所有榮譽頭銜。

## 其他任職經歷
沃森是由王長怡創立的聯合生物醫學公司 (United Biomedical, Inc.) 的前董事會成員。他擔任該職位六年，並於 1999 年從董事會退休。
2007年1月，沃森接受尚帕利莫基金會（ Champalimaud Foundation）主席Leonor Beleza的邀請，成為基金會諮詢機構科學委員會的負責人。
2017年3月，沃森被任命為樂土投資集團（Cheerland Investment Group）首席顧問，樂土投資集團是一家中國投資公司，贊助了他的這次旅行。
2020年5月18日，「樂土沃森生命科技中心」在深圳大鵬新區舉辦了落成典禮。

## 個人生活
沃森於1968年與伊麗莎白·劉易斯結婚。他們有兩個兒子：魯弗斯·羅伯特·沃森（Rufus Robert Watson，生於 1970 年）和鄧肯·詹姆斯·沃森（Duncan James Watson，生於 1972 年）。沃森有時會談到他患有精神分裂症的兒子魯弗斯，他試圖透過確定遺傳學如何影響精神疾病來鼓勵人們在理解和治療精神疾病方面取得進展。